# Walter Fritsch (SA-Mitglied)

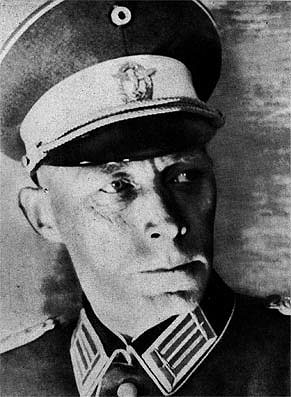
Sturmabteilung-Mitglied Walter Fritsch, als Oberst des Feldjägerkorps der preußischen Schutzpolizei (1935)

August Leo Walther Fritsch, später meist kurz Walter geschrieben (* 11. August 1889 in Mainz-Kastel; † 3. Februar 1966 in Kirchheim unter Teck) war ein deutscher Offizier und SA-Führer. Fritsch erlangte vor allem Bekanntheit als Chef der SA-Feldpolizei beziehungsweise des SA-Feldjägerkorps in den Jahren 1933 bis 1935.

## Leben und Wirken
Fritschs Biographie und selbst seine Personalien lagen lange im Dunkeln: In den ersten Jahrzehnten nach dem Zweiten Weltkrieg war lediglich bekannt, dass ein Mann namens Fritsch im Rang eines Obersten bzw. SA-Standartenführers/Oberführers in den Jahren nach 1933 das SA-Feldjägerkorps in Berlin befehligt hatte. Noch in einer Publikation von 2006 wurde festgehalten, dass außer seinem Nachnamen nichts über Fritsch bekannt sei, so dass selbst seine Identität als „nicht [vollständig] geklärt“ gelten müsse. Erst um 2009 konnte Fritschs Identität und Vita durch die Recherchen der Berliner Gedenkstätte SA-Gefängnis Papestraße, dem ehemaligen Hauptquartier des von Fritsch befehligten Feldjägerkorps, geklärt werden.

### Leben bis 1933
Fritsch war ein Sohn des Secondeleutnants im Hessischen Pionierbataillon Nr. 11 Gustav Adolf Fritsch und seiner Ehefrau Emma Metha Victoria Fritsch, geborene Arnoldi. Da seine Großmutter mütterlicherseits nach nationalsozialistischen Maßstäben eine „Jüdin“ war, galt Fritsch als „Vierteljude“, was jedoch erst Ende der 1930er Jahre festgestellt wurde.
Als junger Mann nahm Fritsch als Offizier am Ersten Weltkrieg teil. Nach 1918 schied er aus der Armee aus. In den Folgejahren arbeitete er zeitweise als Ausbilder an der Polizeisportschule in Spandau. Anschließend war Fritsch in der Berliner Firma Anton Fischer tätig.
Zum 1. März 1932 trat Fritsch in die NSDAP ein (Mitgliedsnummer 1.011.399) und schloss sich auch der SA an, in der er als ehemaliger Offizier rasch avancierte: Durch den Führerbefehl Nr. II vom 9. September 1932 wurde er zum Adjutanten der von Walter Schmidt bzw. Ernst Pretzel geführten SA-Untergruppe Berlin-West ernannt. Per Führerbefehl 15 vom 1. Juli 1933 mit Wirkung zum 1. Mai 1933 erfolgte die Beförderung zum SA-Standartenführer.

### Im Nationalsozialismus
Im Februar 1933 wurde Fritsch, noch während seiner offiziellen Dienststellung als Adjutant der Untergruppe West, auf Empfehlung des ehemaligen Führers der SA-Untergruppe Brandenburg-Ost Eberhard von Wechmar, zum Leiter der SA-Feldpolizei (Fepo) ernannt. Die Fepo war auf Veranlassung des preußischen Innenministers Hermann Göring neu aufgestellt worden. Bei dieser handelte es sich um eine kasernierte Sondereinheit der SA-Hilfspolizei, die per Erlass vom 22. Februar 1933 als Verstärkung der regulären Polizei gebildet worden war. Hauptaufgabe war die Sicherung und Festigung der Macht der jungen NS-Regierung gegenüber ihren politischen Gegnern.
Zum 28. August 1933 wurde Fritsch, unter Beibehaltung seiner Stellung als Chef der SA-Feldpolizei, im Rang eines Hauptmanns der Schutzpolizei wieder in den Staatsdienst aufgenommen.
Unter der Führung Fritschs bestand die Feldpolizei zunächst aus etwa 180 ausgewählten SA-Mitgliedern in Berlin. Hierarchisch war Fritsch zunächst als Standartenführer z. b. V. der SA-Gruppe Berlin-Brandenburg unterstellt. Seine Vorgesetzten waren damit die Gruppenführer Wolf-Heinrich von Helldorff (bis März 1933) beziehungsweise Karl Ernst (ab März 1933). Fritschs Dienstsitz war das Gebäude H im SA-Gefängnis Papestraße (heute an der Werner-Voß-Damm 54a) in Berlin, das Hauptquartier der Feldpolizei. Unter der Regie Fritschs wurde hier im Frühjahr 1933 eines der größten provisorischen SA-Gefängnisse Berlins eingerichtet, in dem vor allem politische Häftlinge festgehalten wurden.
Während die SA-Hilfspolizei als Ganzes im weiteren Verlauf des Jahres 1933 weitgehend abgebaut wurde, blieb die Feldpolizei erhalten. Im Oktober wurde die Truppe, die nun etwa 2.000 Mann reichsweit und 200 in Berlin umfasste, in SA-Feldjägerkorps umbenannt. Fritsch bezog zum Jahresende ein neues Hauptquartier in der Nähe des Alexanderplatzes. In einem Gestapo-Bericht wurde gelobt, dass die Truppe unter der Führung Fritschs „außerordentlich straff diszipliniert“ und unbedingt zuverlässig sei. Fritsch selbst wurde, offiziell durch den Führerbefehl Nr. 19 vom 9. November 1933 mit Wirkung zum 7. Oktober 1933, zum „Führer des Feldjägerkorps in Preussen“ ernannt. Seine bisherige Stellung als Standartenführer z. b. V. der Gruppe Berlin-Brandenburg gab Fritsch auf.
Während der Röhm-Affäre im Frühsommer 1934 soll Fritsch, einer Aussage des SA-Mannes Alfred Martin zufolge, in der Kadettenanstalt Lichterfelde Beisitzer eines Standgerichtes gewesen sein. Dem Standgericht seien die verhafteten und zur Erschießung vorgesehenen Personen vor ihrer Exekution der Form halber zur Aburteilung vorgeführt worden. Die Verhandlungen sollen nur wenige Sekunden gedauert und ausnahmslos mit Schuldsprüchen und Todesurteilen geendet haben. Allerdings wären einige der Abgeurteilten nicht mehr zur Erschießung gelangt, da vorher die Einstellung aller Exekutionen befohlen worden sei. Für seine Verdienste im Zusammenhang mit der Röhm-Affäre wurde Fritsch im Juli 1934 zum SA-Oberführer befördert.
Die Röhm-Affäre führte zur weitestgehenden Entmachtung des SA-Feldjägerkorps. Der Verband wurde der Kontrolle des Reichs- und Preußischen Innenministeriums unterstellt und zum 1. April 1935 der Schutzpolizei eingegliedert. Innerhalb derselben bestand das Feldjägerkorps (nun ohne SA-Zusatz) noch bis 1936 fort, um dann völlig in der Schutzpolizei aufzugehen. Parallel dazu wurde Fritsch in den Dienst des Reichs- und Preußischen Ministeriums des Innern übernommen und in den Rang eines Obersten des Feldjägerkorps befördert. Noch im selben Jahr strafrechtliche Ermittlungen gegen ihn aufgenommen, nachdem im Zusammenhang mit seiner Funktion als Chef des SA-Feldjägerkorps' unterschiedlichste Vorwürfe gegen ihn aufgekommen waren.
So sollte Fritsch staatliche Mittel angeblich veruntreut (Selbstbereicherung) und seine Amtsvollmachten missbraucht haben, indem er private Feinde verhaften und misshandeln ließ. Außerdem habe Fritsch sich an Schutzhäftlingen bereichert, indem er diese dazu nötigte, sich mittels Auslösegeldern ihre Freilassung zu erkaufen. Darüber hinaus wurde er verdächtigt, gegen die vorherige Zahlung von Bestechungsgeldern, Juden Schutzbriefe ausgestellt zu haben; ferner habe sich Fritsch in seiner Dienstuniform mit Juden in Berliner Kaffeehäusern gezeigt (und damit dem Ansehen des FJK geschadet). Nachdem das vom preußischen Innenministerium durchgeführte Ermittlungsverfahren zu seinen Ungunsten ausging, wurde Fritsch zum 16. Oktober 1935 von seinen Dienstgeschäften entbunden. Ende 1935 kam er einige Wochen in Schutzhaft und wurde zum 31. Januar 1936 aus dem Staatsdienst entlassen. Zuvor, am 5. Dezember 1935, hatte Fritsch in die gegen ihn gerichteten Strafmaßnahmen schriftlich eingewilligt: Niederlegung seines Amtes als Oberst des Feldjägerkorps unter Verzicht auf Dienstbezüge, Ruhegehalt, Hinterbliebenenbezüge, Amtsbezeichnung, Dienstkleidung und Dienstabzeichen der Schutzpolizei und des Feldjägerkorps.
Weitere Ermittlungen gegen ihn wurden schließlich, auf Veranlassung des preußischen Ministerpräsidenten, Hermann Göring, und des Reichs- und Preußischen Innenministers, Wilhelm Frick, durch Hitler niedergeschlagen, unter Bezugnahme auf nicht näher ausgeführte „wichtige staatspolitische Gründe“. Im Rahmen der gegen Fritsch geführten Ermittlungen des Innenministeriums offenbarte sich jedoch dessen teilweise jüdische Abstammung. Ein daraufhin gegen ihn eingeleitetes Parteiausschlussverfahren zog sich über Jahre hin, da die maßgeblichen Akten im Innenministerium lagen, von diesem aber, bis zum Abschluss der eigenen Ermittlungen gegen Fritsch, nicht freigegeben wurden.
Am 5. Mai 1941 trat Fritsch auf Veranlassung des Obersten Parteigerichts – das ihm diesen Ausweg zur gütlichen Beilegung des wegen seiner ans Licht gekommenen teilweise jüdischen Abstammung gegen ihn eingeleiteten Parteigerichtsverfahrens nahelegte – bei der für ihn zuständigen NSDAP-Ortsgruppe in Speyer freiwillig aus der NSDAP aus.
Während des Zweiten Weltkriegs stand Fritsch als Hauptmann z.V. (Wehrmachtsfürsorgeoffizier) im Dienst des Wehrmachtsfürsorge- und Versorgungsamtes in Potsdam. Im November 1944 ließ Fritsch sich, vom Heer kommend, in Kirchheim nieder, wo er 1966 starb.

## Beförderungen
In der SA
- 1. Juli 1933 (rückwirkend zum 1. Mai 1933): SA-Standartenführer
- Anfang Juli 1934: SA-Oberführer[7]

Im Staatsdienst
- 28. August 1933: Hauptmann der Schutzpolizei
- 1. April 1935: Oberst im Feldjägerkorps der Schutzpolizei

## Ehe und Nachkommen
Fritsch heiratete am 7. Juni 1936 Meta Voeske.